# Allochernes pityusensis
Allochernes pityusensis är en spindeldjursart som beskrevs av Beier 1961. Allochernes pityusensis ingår i släktet Allochernes och familjen blindklokrypare. Inga underarter finns listade i Catalogue of Life.